# Седморечие
Седморечието или Жетису (на казахски: Жетісу; на киргизки: Жетисуу; на руски: Семиречье, в превод „седем реки“) е историкогеографска и физикогеографска област в югоизточната част на Казахстан, Алматинска област.

## Географска справка
Физикогеографската област Седморечие заема южната част на обширната Балхаш-Алаколска котловина, като се простира между езерото Балхаш на запад и север, езерата Сасъккол и Алакол на североизток, планината Джунгарски Алатау на югоизток, северните хребети на Тяншан на юг и Чу-Илийските планини на югозапад. Дължина от запад на изток около 500 km, ширина от север на юг около 270 km. Името на областта идва от седемте главни реки: Или, Каратал, Биен, Аксу, Лепсъ, Баскан и Сарканд. Северозападните и северни равнинни части са заети от пясъчни, отчасти солончакови пустини (Саръесик Атърау, Таукум, Бестас и др.), а по долините на реките са развити ливадно-храстови ландшафти. На югоизток, в предпланинските райони, на височина до 2000 m са развити лиственични гори, които нагоре се сменят със смърчови гори и алпийски пасища.

## Историческа справка
В историческата литература историкогеографската област Седморечие често е представена като по-обширна територия, която е включвала долината на река Чу и северните хребети на Тяншан. Седморечието е един от районите в Средна Азия, в които са се развили древни цивилизации. През 1-вото хилядолетие пр.н.е. тук са живели племената саки (скити), а от 2 век пр.н.е. до 5 век сл. Хр. – племената усуни. В средата на 6 век тук се образува Западнотюркския хаганат, а през 8 век – държавите на тюргешите (до 758 г.) и карлуките (766 – 940 г.). В края на 10 век Седморечието влиза в състава на държавата на Караханидите, а от 30-те години на 12 век – в Кара Китайската държава. В началото на 13 век е завладяно от монголо-татарите и влиза в пределите на Монголската империя. През 16 век на територията на областта се образува казахското държавно обединение Старши жуз, което съществува до средата на 19 век, когато е присъединено към територията на Руската империя. През 1867 г. е образувана Седмореченска област, която през 1922 г. е преименувана в Жетъсуйска област. В резултат на Националното държавно преобразование на съветските републики през 1924 – 25 г. Седморечието влиза в състава на Казахската АССР и частично в пределите на Кара-Киргизската (Киргизската) АО. Днес областта е поделена между Казахстан (около 90%), а малки части от него попадат в Киргизстан и Китай.